# Die Memoiren einer russischen Tänzerin

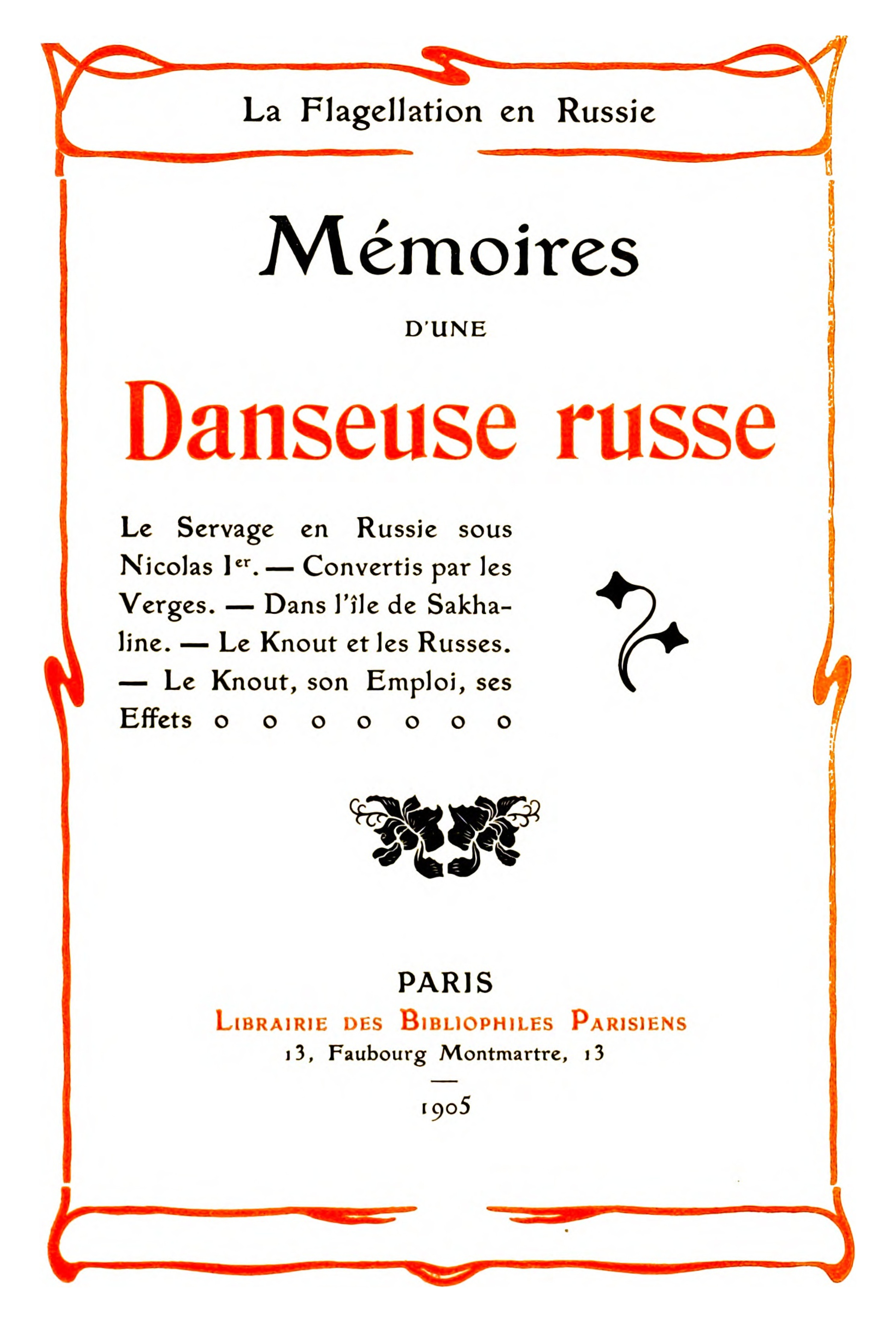
Titelblatt der Ausgabe von 1905

Die Memoiren einer russischen Tänzerin (Originaltitel Mémoires d’une danseuse russe) ist ein französischer sadomasochistischer Roman, der 1893 unter dem Autorennamen E. D. erschienen ist. Eine überarbeitete und abgemilderte Fassung erschien 1905 unter dem Titel La Flagellation en Russie – Mémoires d’une danseuse russe. Sarane Alexandrian in ihrem Artikel in der Encyclopedia of Erotic Literature ist offenbar nur diese spätere Fassung bekannt, weshalb sie die Autorschaft von E. D. bezweifelt.
In Deutschland waren einige der Ausgaben des Romans von der Bundesprüfstelle für jugendgefährdende Schriften indiziert. In Frankreich wurde der Roman 1914 indiziert und in das Enfer aufgenommen, die ausgesonderten Bestände der Bibliothèque nationale de France.

## Inhalt
Der Roman erschien in drei Teilen:
- Teil 1: Die Kindheit in der Leibeigenschaft eines Bojaren (Mon enfance chez un boyard)
- Teil 2: Lehrjahre in einem Moskauer Mode-Atelier (Chez la modiste à Moscou)
- Teil 3: In der Kaiserlichen Ballettschule (À l’académie impériale de danse)

Diese Bandaufteilung wurde auch in den deutschen Ausgaben teilweise beibehalten. Die Originalausgabe enthält am Ende des 2. Bandes noch einen Abschnitt Récit d’une orpheline („Geschichte einer Waise“), in dem es um Misshandlungen und den sexuellen Missbrauch armer Waisenmädchen geht, und am Ende des 3. Bandes eine Novelle Impressions de la boïarine / Yvan („Erinnerungen einer Bojarin / Iwan“), in dem sich eine Bojarin zusammen mit ihren Kammerzofen von dem Diener Iwan züchtigen lässt und sich ihm (meist anal) hingibt. Diese beiden Teile fehlen in den meisten deutschen Übersetzungen.
Die Ausgabe von 1905 ist einerseits abgemildert, andererseits ergänzt durch ein Vorwort sowie vier einleitende Abschnitte über die Leibeigenschaft unter Zar Nikolaus I. (Le servage en russie sous Nicolas 1er), die durch den Gebrauch der Rute bewirkte Verwandlung (Convertis par les verges), über die Flagellation in Russland (La Flagellation en Russie) und die das Leben der Verbannten  auf der Insel Sachalin (Dans l’ile de Sakhaline), natürlich mit besonders ausführlicher Behandlung der dort praktizierten Körperstrafen. Die Abschnitte Geschichte einer Waise und Erinnerungen einer Bojarin / Iwan aus der Erstausgabe fehlen hier.

## Ausgaben
- Erstausgabe: Mémoires d’une danseuse russe. 3 Bände. Sous les galeries du Palais Royal, Paris 1893 (d.i. Brancart, Amsterdam). Weitere Ausgaben: 
  - Mémoires d’une danseuse russe. 2 Bände. Sous les galeries du Palais Royal, Paris 1904.
  - La Flagellation en Russie – Mémoires d’une danseuse russe. 3 Bände. Librairie des Bibliophiles parisiens, Paris 1905.
- Englisch: Memoirs of a Russian Ballet Girl. 3 Bände. London 1903.
- Deutsche Ausgaben:
  - Memoiren einer russischen Tänzerin. 3 Bände. 1898.
  - Die Memoiren einer russischen Tänzerin. Redigiert und neu herausgegeben von Bernhard Larsen nach einem Privatdruck. 3 Bände. Bibliophilen-Gesellschaft „Libertas“, Wien 1909.
  - Die Memoiren einer russischen Tänzerin : Großer erotscher Roman aus dem Französischen. Vollständige und einzig illustrierte deutsche Ausgabe. 3 Bde. in 1. Privatdruck, Leipzig 1905 (d.i. 1921).
  - Die Memoiren einer russischen Tänzerin. Reihe Das Geheimkabinett Band 4. Herausgegeben von Martin Isenbiel (d.i. Richard Fiedler). 1906.
  - … wenn scharf der Rohrstock klatscht … : Memoiren einer russischen Tänzerin. Mit Verfasserangabe Édouard Demarchin. Herausgegeben und kommentiert von Johanna Fürstauer. Exakt-Verlag, Konstanz 1970.
  - Die Sadisten – Die Memoiren einer russischen Tänzerin, Teil II. Obelisk, Stockholm o. J.[4]
  - Memoiren einer Tänzerin. Zero Press, Darmstadt o. J.[5]
  - Die Memoiren einer russischen Tänzerin. epubli, Berlin 2018, ISBN 978-3-7467-6727-7 (E-Book: ISBN 978-3-7485-2912-5).